# Шемлаку-Маре
Шемлаку-Маре (рум. Șemlacu Mare) — село у повіті Тіміш в Румунії. Адміністративно підпорядковане місту Гетая.
Село розташоване на відстані 380 км на захід від Бухареста, 47 км на південь від Тімішоари.

## Населення
За даними перепису населення 2002 року у селі проживали 398 осіб.
Національний склад населення села:
| Національність | Кількість осіб | Відсоток |
| -------------- | -------------- | -------- |
| румуни         | 356            | 89,4%    |
| угорці         | 16             | 4,0%     |
| словаки        | 9              | 2,3%     |
| цигани         | 7              | 1,8%     |
| німці          | 7              | 1,8%     |

Рідною мовою назвали:
| Мова      | Кількість осіб | Відсоток |
| --------- | -------------- | -------- |
| румунська | 373            | 93,7%    |
| угорська  | 13             | 3,3%     |
| словацька | 8              | 2,0%     |